# Wallendorf-Pont
Wallendorf-Pont (Luxemburgs: Wallenduerfer-Bréck, Duits: Wallendorferbrück) is een plaats in Luxemburg met 90 inwoners in de gemeente Reisdorf. Het dorp ligt op de rechteroever (zuidoever) van de Sûre, nabij de monding van de Our in de Sûre. Wallendorf-Pont is met een brug verbonden met Wallendorf in Duitsland. Het ligt tussen 175 en 200 meter hoogte.
Feitelijk zijn bij Wallendorf-Pont twee bruggen: een over de Sûre naar het Duitse Wallendorf, en een van Wallendorf, over de Our weer naar Luxemburg, waarna de weg langs de linkeroever van de Sûre stroomopwaarts naar Reisdorf voert.

## Toerisme en bereikbaarheid
Door Wallendorf-Pont loopt de N10 van Echternach naar Reisdorf. In Wallendorf-Pont staat een hotel en er is een camping. Hogerop staan vooral huizen. Er zijn geen winkels in het dorp. Er is een mogelijkheid 17 km de Sûre af te varen met de kano naar Echternach.

## Omgeving
Wallendorf-Pont ligt in de Luxemburgse heuvels die tot 450 meter hoogte reiken. Het is er goed fietsen en wandelen. Echternach, Diekirch en Vianden liggen binnen 20 km afstand.

## Nabijgelegen kernen
Wallendorf, Hoesdorf, Reisdorf, Bigelbach, Dillingen
Beforterheide · Bigelbach · Goberhof · Hoesdorf · Reisdorf · Wallendorf-Pont

Luxemburgse gemeenten · Kanton Diekirch · Luxemburg